# 남양주북부경찰서
남양주북부경찰서(南楊州北部警察署, Namyangju Bukbu Police Station)는 경기도북부경찰청이 관할하는 경찰서 중 하나이다. 경기도 남양주시 북부 지역을 관할한다. 경기도 남양주시 진접읍 진건오남로 1019(연평리)에 있다.
서장은 총경으로 보한다.

## 기본 정보
- 주소: 경기도 남양주시 진접읍 진건오남로 1019 (연평리)
- 우편번호: 12067

## 연혁
- 2020. 12. 23. 남양주북부경찰서 개서
- 2022. 12. 27. 통합민원실(별관) 준공

## 관할 파출소 및 지구대
남양주경찰서는 7개의 파출소를 산하에 두고 있다.
| 명칭         | 사진 | 주소                      | 관할구역    | 치안센터 |
| ------------ | ---- | ------------------------- | ----------- | -------- |
| 진접파출소   |      | 진접읍 장현로 113         | 진접읍 일부 |          |
| 퇴계원파출소 |      | 퇴계원읍 퇴계원로6번길 29 | 퇴계원읍    |          |
| 오남파출소   |      | 오남읍 진건오남로 595-14  | 오남읍      |          |
| 진건파출소   |      | 진건읍 진건오남로 5       | 진건읍      |          |
| 청학파출소   |      | 별내면 청학로68번길 8     | 별내면      |          |
| 별내파출소   |      | 두물로 11 (별내동)        | 별내동      |          |
| 해밀파출소   |      | 진접읍 해밀예당1로 251    | 진접읍 일부 |          |

## 같이 보기
- 경기도북부경찰청